# Athalamia
Athalamia là một chi rêu trong họ Cleveaceae.